# Гравець року ФІФА 1994
«Гравець року ФІФА» за підсумками 1994 року був названий на початку 1995 року в рамках шоу, організованого португальською спортивною газетою «A Bola» з нагоди 50-річчя видання. Це було четверте нагородження трофеєм «Гравець року ФІФА», започаткованого ФІФА у 1991 році. Лауреатом нагороди став чинний чемпіон світу бразильський нападник «Барселони» Ромаріу.
Переможець визначався за підсумками голосування серед 83 тренерів національних команд світу. Кожен з тренерів визначав трійку найкращих футболістів, окрім співвітчизників. Перше місце оцінювалось у п'ять балів, друге — три бали, третє місце — 1 бал.

## Підсумки голосування
| №  | Гравець         | Клуб(и)       | Країна     | Очки |
| -- | --------------- | ------------- | ---------- | ---- |
| 1  | Ромаріу         | ПСВ Барселона | Бразилія   | 346  |
| 2  | Христо Стоїчков | Барселона     | Болгарія   | 100  |
| 3  | Роберто Баджо   | Ювентус       | Італія     | 80   |
| 4  | Георге Хаджі    | Барселона     | Румунія    | 50   |
| 5  | Паоло Мальдіні  | Мілан         | Італія     | 40   |
| 6  | Бебето          | Депортіво     | Бразилія   | 16   |
| 7  | Денніс Бергкамп | Інтер         | Нідерланди | 11   |
| 8  | Дунга           | Штутгарт      | Бразилія   | 9    |
| 9= | Франко Барезі   | Мілан         | Італія     | 7    |
| 9= | Томас Бролін    | Парма         | Швеція     | 7    |
| 9= | Юрген Клінсманн | Тоттенгем     | Німеччина  | 7    |
| 9= | Мауро Сілва     | Депортіво     | Бразилія   | 7    |